# Grebenik
Grebenik je priimek več oseb:
- Kuzma Evdokimovič Grebenik, sovjetski general
- Eugene Grebenik, britanski demograf
- Vladimir Grebenik, ruski hokejist